# Конопкі (Мазовецьке воєводство)
Конопкі (пол. Konopki) — село в Польщі, у гміні Ступськ Млавського повіту Мазовецького воєводства.
Населення — 784 особи (2011).
У 1975-1998 роках село належало до Цехановського воєводства.

## Демографія
Демографічна структура станом на 31 березня 2011 року:
|          | Загалом | Допрацездатний вік | Працездатний вік | Постпрацездатний вік |
| -------- | ------- | ------------------ | ---------------- | -------------------- |
| Чоловіки | 388     | 76                 | 281              | 31                   |
| Жінки    | 396     | 73                 | 243              | 80                   |
| Разом    | 784     | 149                | 524              | 111                  |